# Societatea de Transport Public Timișoara

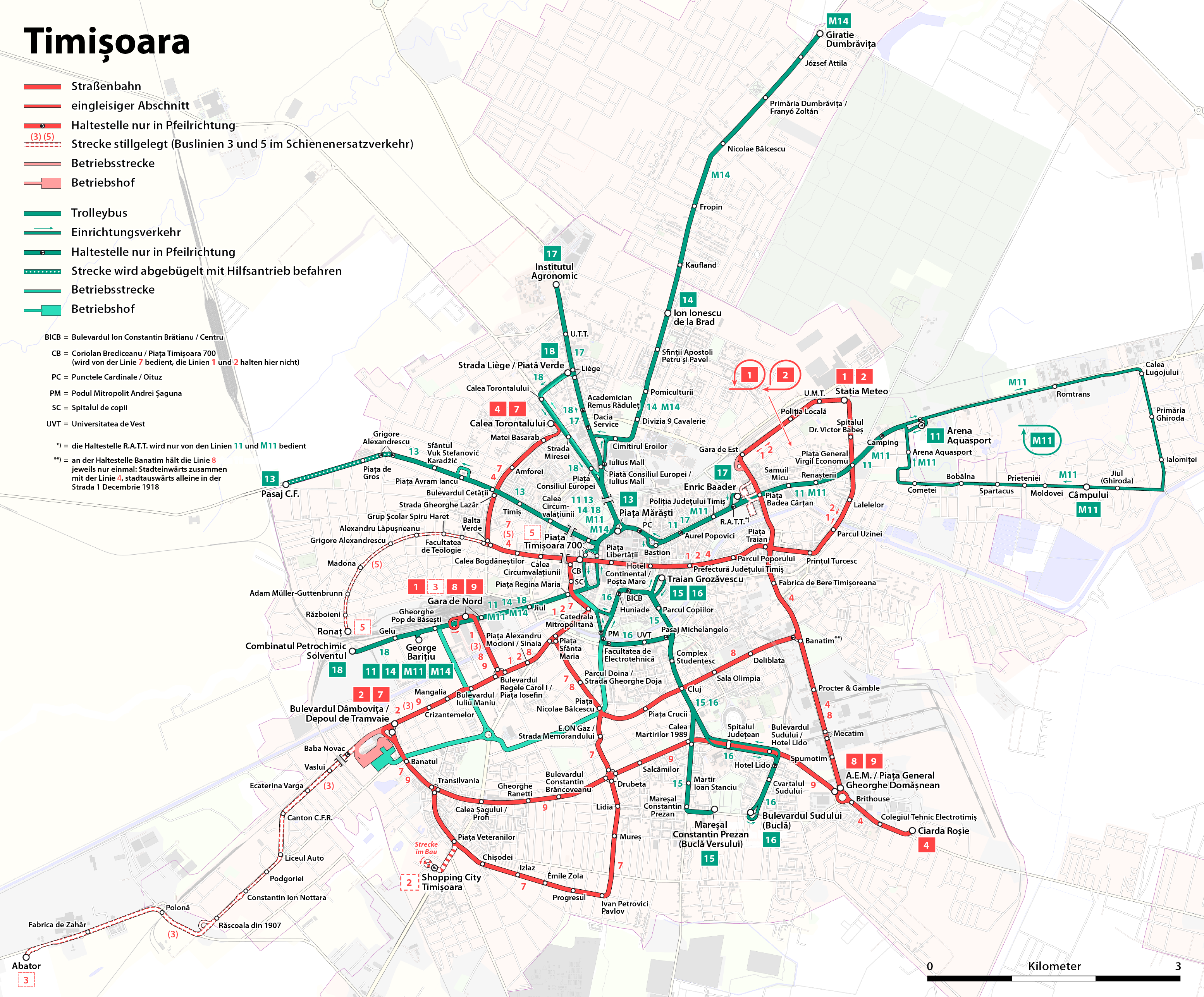
Mappa delle linee di tram e filobus

STPT, acronimo di Societatea de Transport Public Timișoara, è l'azienda che svolge il servizio di trasporto pubblico nella città di Timișoara in Romania.

## Esercizio
La STPT gestisce linee tram (8 linee), filobus (8 linee), trasporto urbano in autobus (11 linee + 8 linee express e 20 linee metropolitane), il trasporto pubblico in vaporetto sul fiume Bega e il sistema di bike-sharing VeloTM. Ogni anno vengono trasportati 90 milioni di passeggeri, di cui 52 milioni in tram; l'azienda aderisce all'Uniunea Romana de Transport Public, organismo nazionale che riunisce gli operatori rumeni di trasporto pubblico.

## Parco aziendale
La flotta è costituita da:
- un centinaio di autobus, prevalentemente costruiti da Mercedes-Benz e Ikarus.
- circa ottanta filobus, soprattutto a marchio Berliet e DAC, questi ultimi solo nella versione snodata da 17 metri; altri esemplari provengono da parchi aziendali di città europee come Lione (Renault) e Winterthur (modello Saurer del 1960).
- un centinaio di tram, in gran parte articolati.

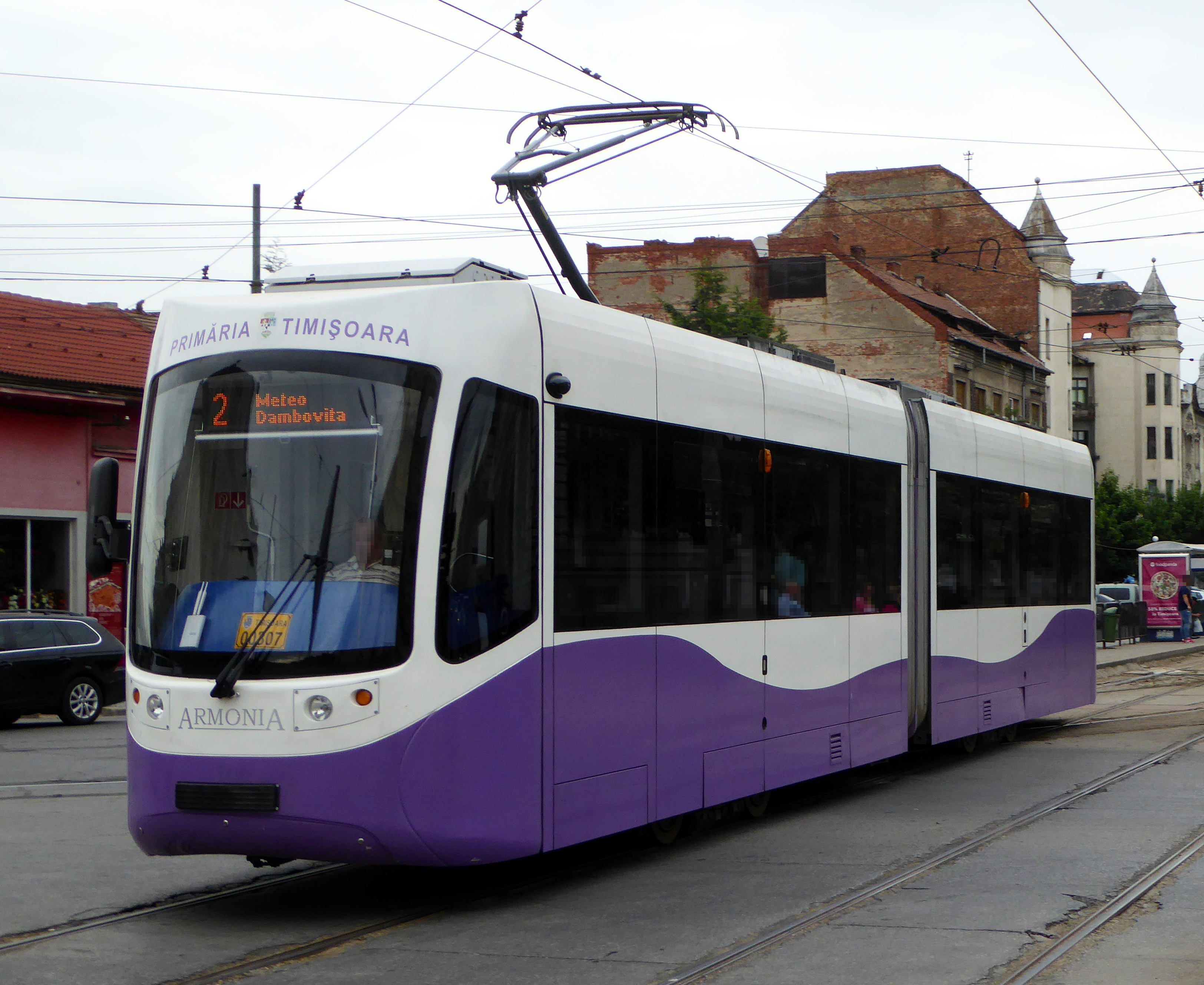
Astra Armonia
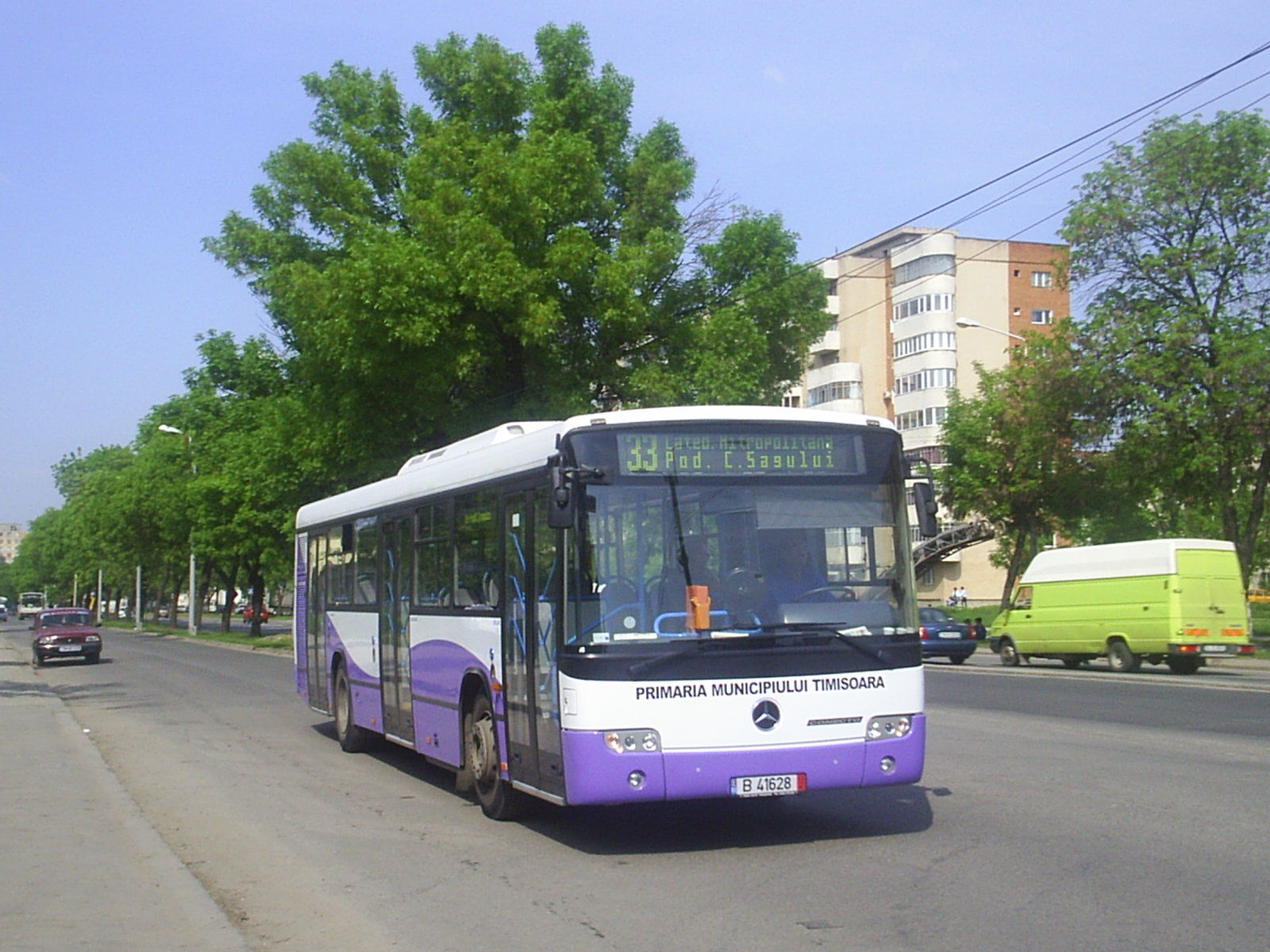
Timișoara: autobus Mercedes-Benz Conecto della STPT sulla linea 33
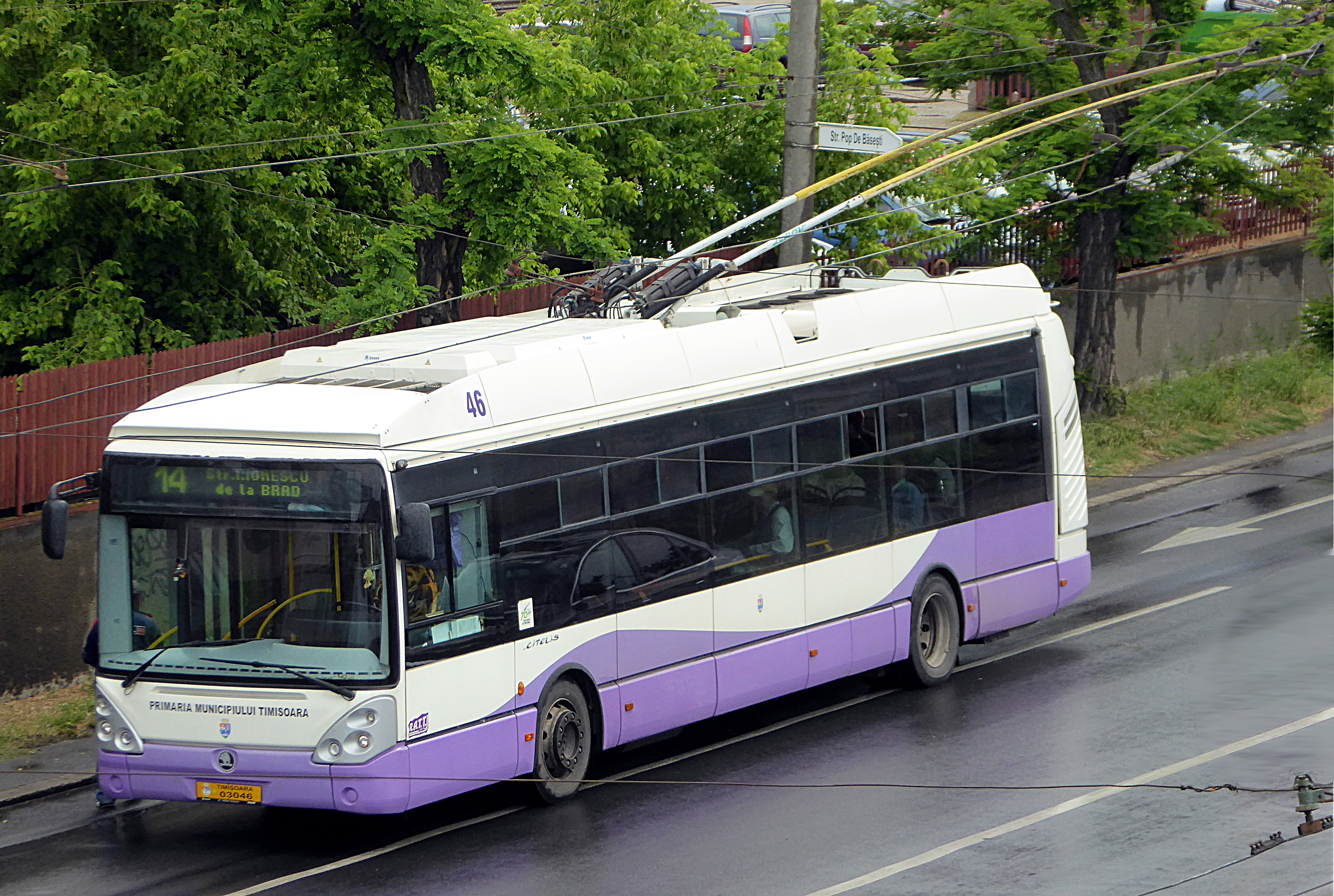
Škoda 24Tr Irisbus filobus della rotta 16
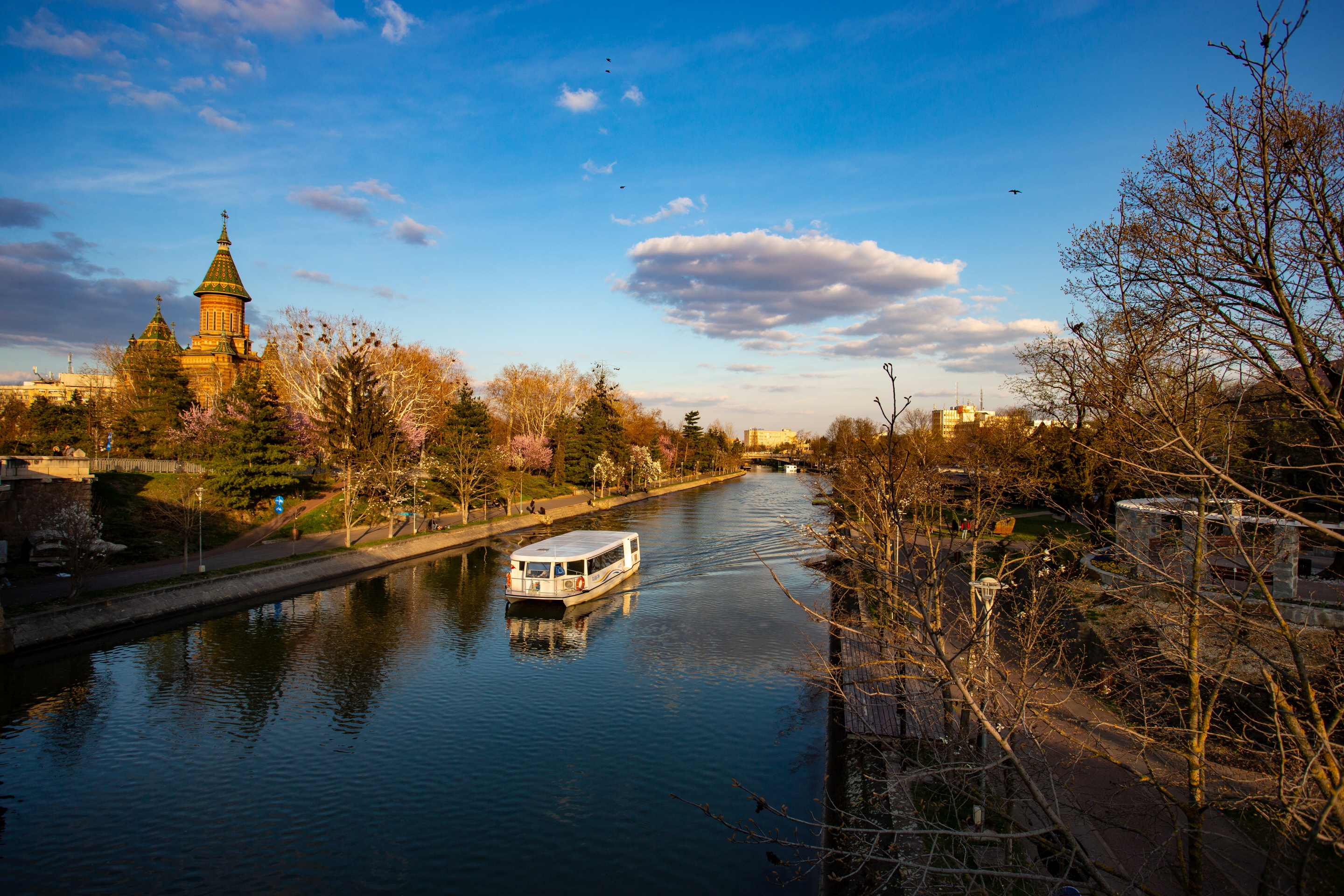
Il vaporetto del trasporto pubblico a Timișoara